# Sherry Ortner
Sherry Beth Ortner (19 de septiembre de 1941) es una antropóloga cultural estadounidense. Desde 2004 es profesora distinguida de Antropología en UCLA.

## Biografía
Sherry Ortner creció en una familia judía en Newark, New Jersey, y asistió a la escuela secundaria Weequahic, como Philip Roth y Richie Roberts.
Recibe su B.A en la Universidad Bryn Mawr en 1962. Luego, estudia antropología en la Universidad de Chicago con Clifford Geertz y obtiene su Ph.D. en antropología en 1970, por su trabajo de campo entre los Sherpas en Nepal. Realizó un profundo trabajo de campo con los sherpas y escribió sobre su religión, política y su participación en el montañismo del Himalaya. Publicó tres libros. El último, Vida y Muerte en el Monte Everest: Sherpas y Montañismo Himalayo (1999), fue galardonado con el J.I. Premio Staley al mejor libro de antropología de 2004.
En la actualidad, Sherry B. Ortner es profesora de antropología en la UCLA (Universidad de California, Los Ángeles) desde 2004. Anteriormente fue profesora en la Sarah Lawrence Collage, la Universidad de Míchigan, la Universidad de California, Berkeley, y la Universidad de Columbia.
A principios de la década de 1990, Ortner cambió el foco de su investigación de Nepal a los Estados Unidos.
Su primer proyecto sobre su propia cultura fue sobre los significados y usos de la palabra “clase” en los Estados Unidos, utilizando a sus propios compañeros de secundaria para realizar su trabajo etnográfico. Los buscó por todo el país y los entrevistó. Les preguntó qué pasó con ellos y vinculó sus logros con los cambios que se habían producido en su entorno cultural desde que graduaron en el instituto en 1958, como el movimiento feminista, antisemita y pro derechos civiles.
Su segundo proyecto estadounidense analiza el mundo del cine y dio lugar a su libro más reciente sobre la relación entre las películas de Hollywood y la cultura americana, ya que considera que lo que hace Hollywood está sacado de lo que pasa fuera, los periódicos, todo, lo toma del día a día y lo articula en un producto, y después se lo devuelve a los americanos. Es decir, realmente moldea de varias formas lo que ya está ahí, pero convirtiéndolo en algo distinto.

## Fundamentos teóricos
En 1972 Sherry Ortner escribió uno de los textos fundacionales de la antropología académica feminista. “¿Es la mujer al hombre lo que la naturaleza a la cultura?” se convirtió en uno de los artículos que más debate han provocado en la antropología. Fue escrito para el libro de Rosaldo y Lamphere (1974) Woman, Culture and Society.
Los tres primeros artículos del volumen –el de Michelle Rosaldo, el de Nancy Chorodrow, y el de Sherry Ortner- despertaron bastante interés y polémica debido a la denuncia sobre la universalidad de dos asuntos: la dominación masculina; y, la oposición naturaleza/cultura. Ambas premisas daban a entender que, por una parte, la dominación masculina era universal; y, por la otra que, debido a la asociación entre hombre y cultura, resultaría “natural” para los hombres tener a las mujeres bajo control. Ese fue el comienzo de su carrera en la antropología de género.
En contra de estos argumentos la Antropología feminista de los años 70 enfatizó la importancia de diferenciar el sexo biológico del género y basó los términos mujer y hombre en construcciones culturales (como Margaret Mead).
Veinticinco años más tarde, Sherry Ortner escribió una segunda parte de su artículo, el cual fue publicado originalmente en el libro “Making Gender: the Politics and Erotics of Culture” (1997). En su segundo artículo retiró la idea de la universalidad.
Por otra parte, Ortner es una conocida exponente de la teoría de la práctica. No centra su foco en la reproducción social sino en la idea de “juegos serios” y en la resistencia y transformación dentro de una sociedad. Formó sus ideas durante su trabajo de campo con los Sherpas. Su preocupación principal son los constreñimientos culturales dominantes en el entendimiento entre las culturas, subvirtiendo la idea de la cultura como sencilla reproducción. Los actores juegan con habilidad el juego del poder y la desigualdad en la vida. Viendo la estructura social como una arena deportiva, jugando un juego de vida en el campo en donde las reglas están puestas por la estructura de la sociedad. Pero uno es un agente libre, que no tiene necesariamente que seguir las reglas. Uno puede romper las reglas de la vida. Esto puede resultar en uno siendo expulsado o en cambiar las reglas y fronteras a partir de esta acción. Ortner focaliza en los asuntos de resistencia y transformación.

## Publicaciones
Publica regularmente en las áreas de teoría cultural y teoría feminista.
- (1974) "¿Es la mujer al hombre lo que la naturaleza a la cultura?" pp. 67–87 en Mujer, Cultura, y Sociedad, editado por M. Z. Rosaldo Y L. Lamphere. Stanford, CA: Stanford Prensa Universitaria.
- (1978) Sherpas a través de sus Rituales. Cambridge: Cambridge Prensa universitaria.
- (1981) Significados Sexuales: La Construcción Cultural de Género y Sexualidad (co-editados con Harriet Whitehead). Cambridge: Cambridge Prensa universitaria.
- (1984) "Teoría en Antropología desde los sesentas" Estudios comparativos en Sociedad e Historia 26(1):126-166.
- (1989) Religión Alta: Una Historia Cultural y Política del budismo Sherpa. Princeton, NJ: Princeton Prensa Universitaria.
- (1995) Resistencia y el Problema de la Negativa Etnográfica. Estudios comparativos en Sociedad e Historia 37(1):173-193
- (1996) Haciendo Género: La Política y el erotismo de la Cultura. Boston: Prensa de Almenara.
- (1999) Vida y Muerte en el Monte Everest: Sherpas y Montañismo Himalayo. Princeton, NJ: Princeton Prensa Universitaria.
- (1999) (ed.) El Destino de “Cultura”: Geertz y Más allá. Berkeley, CA: Universidad de Prensa de California.
- (2003) New Jersey soñando: Capital, Cultura, y la Clase de '58. Durham, NC: Duque Prensa Universitaria
- (2006) Antropología y Teoría Social: Cultura, Poder, y el sujeto agente. Durham, NC: Duque Prensa Universitaria.
- (2013) No Hollywood: Película Independiente en el Crepúsculo del Sueño americano. Durham, NC: Duque Prensa Universitaria.

## Premios y reconocimientos
Sherry Ortner ha recibido numerosas subvenciones y becas.
- Entre las beca destaca la beca MacArthur "genio" en 1990.[8]
- Entre los premios destacan los de la National Science Foundation, la Guggenheim Foundation, la National Endowment for the Humanities y la John D. and Catherine T. MacArthur Foundation.
- En 1992, fue elegida miembro de la Academia americana de Artes y Ciencias.[9]
- También, recibió la Medalla Retzius otorgada por la Sociedad sueca para Antropología y Geografía.
- Su último libro sobre los sherpas, “Vida y Muerte en el Monte Everest: Sherpas y Montañismo Himalayo” (1999), fue galardonado con el J.I. Premio Staley al mejor libro de antropología de 2004.[3]